# (985) Rosina
(985) Rosina es un asteroide perteneciente al grupo de los asteroides que cruzan la órbita de Marte descubierto el 14 de octubre de 1922 por Karl Wilhelm Reinmuth desde el observatorio de Heidelberg-Königstuhl, Alemania.
Está posiblemente nombrado por una chica del calendario Lahrer Hinkender Bote.